# Les Clayes-sous-Bois
Les Clayes-sous-Bois är en kommun i departementet Yvelines i regionen Île-de-France i norra Frankrike. Kommunen ligger i kantonen Plaisir som tillhör arrondissementet Versailles. År 2022 hade Les Clayes-sous-Bois 16 940 invånare.

## Befolkningsutveckling
Antalet invånare i kommunen Les Clayes-sous-Bois
| Referens: INSEE |